# Fildeș

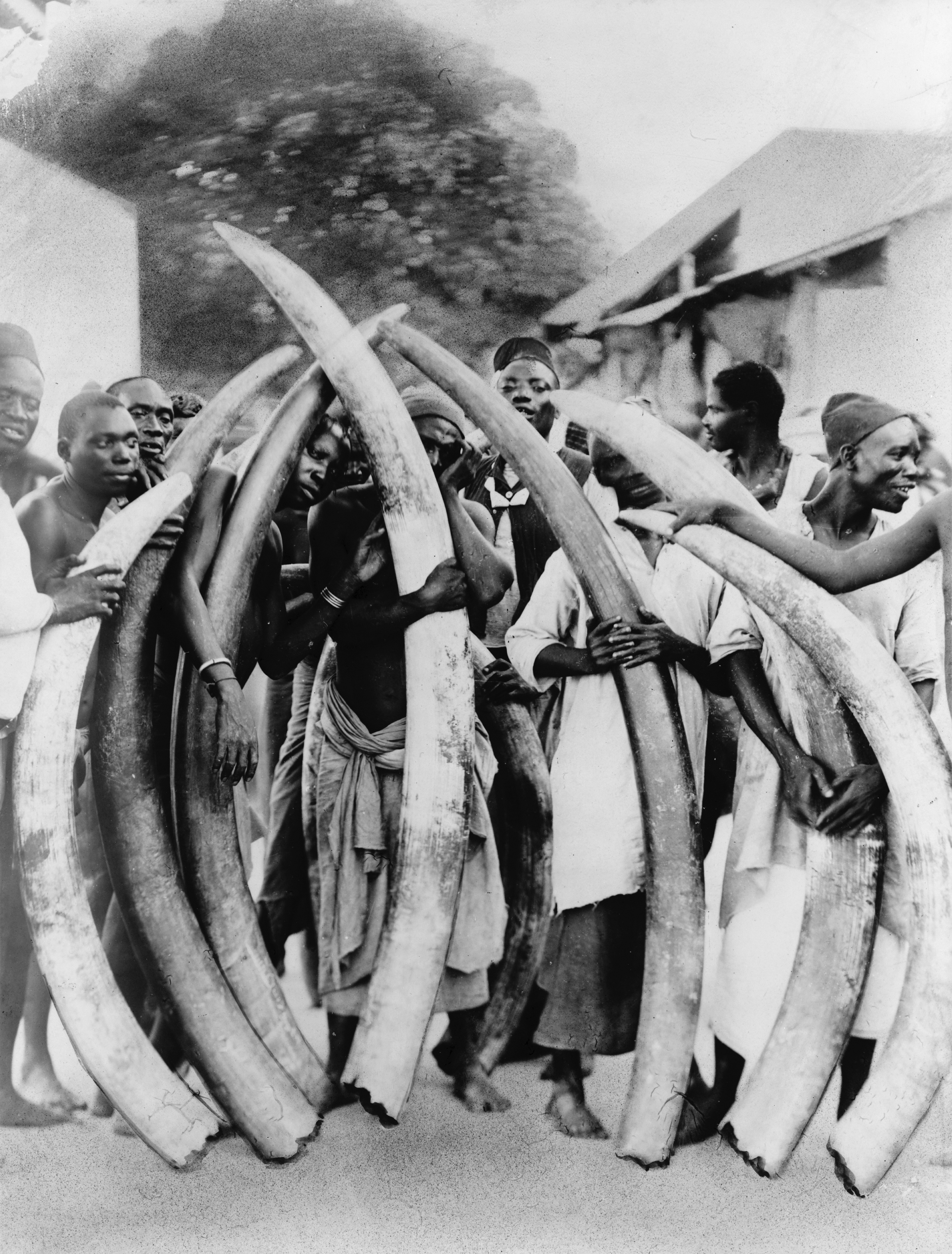
Comerț cu fildeș

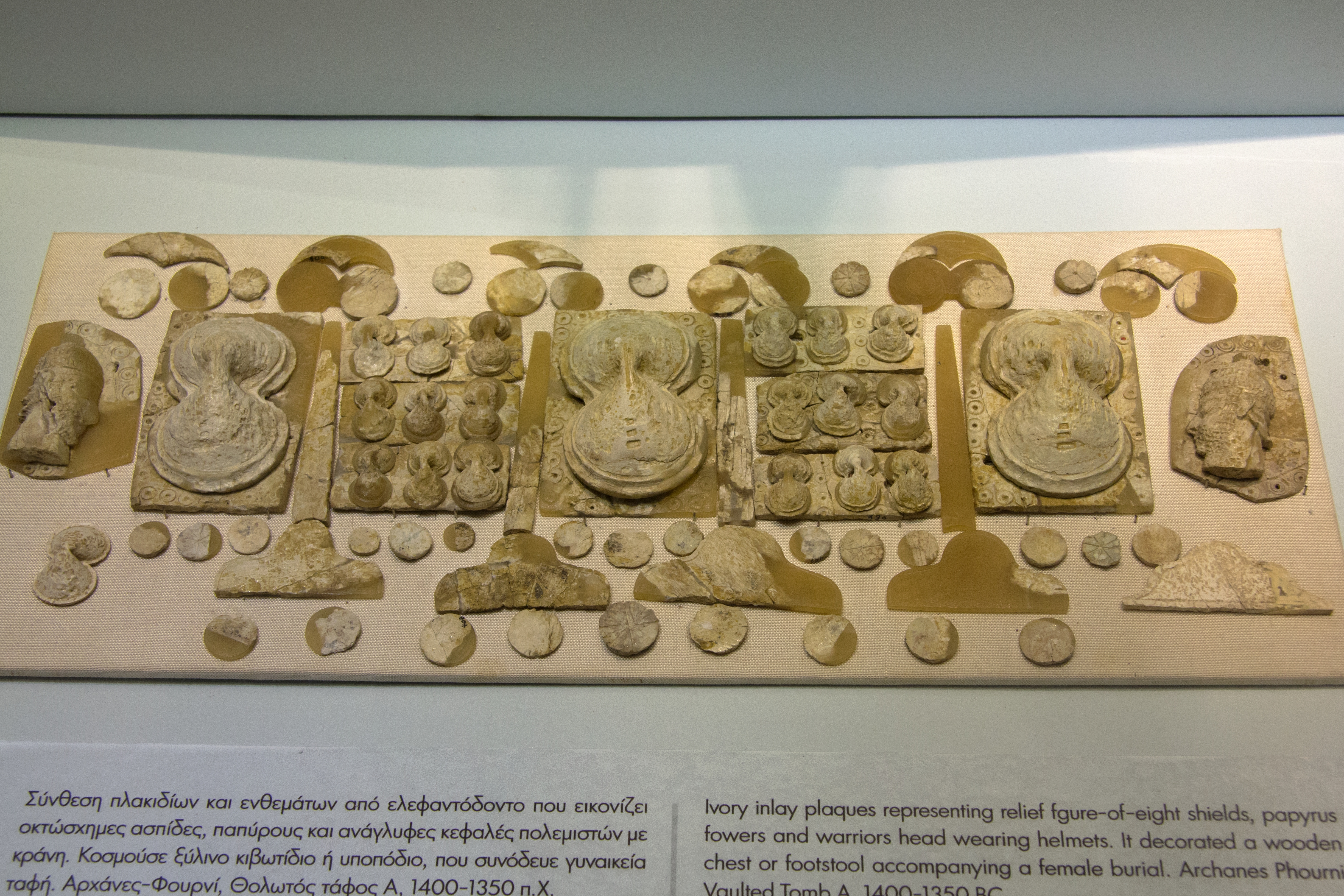
Exponate minoice de fildeș expuse într-un muzeu

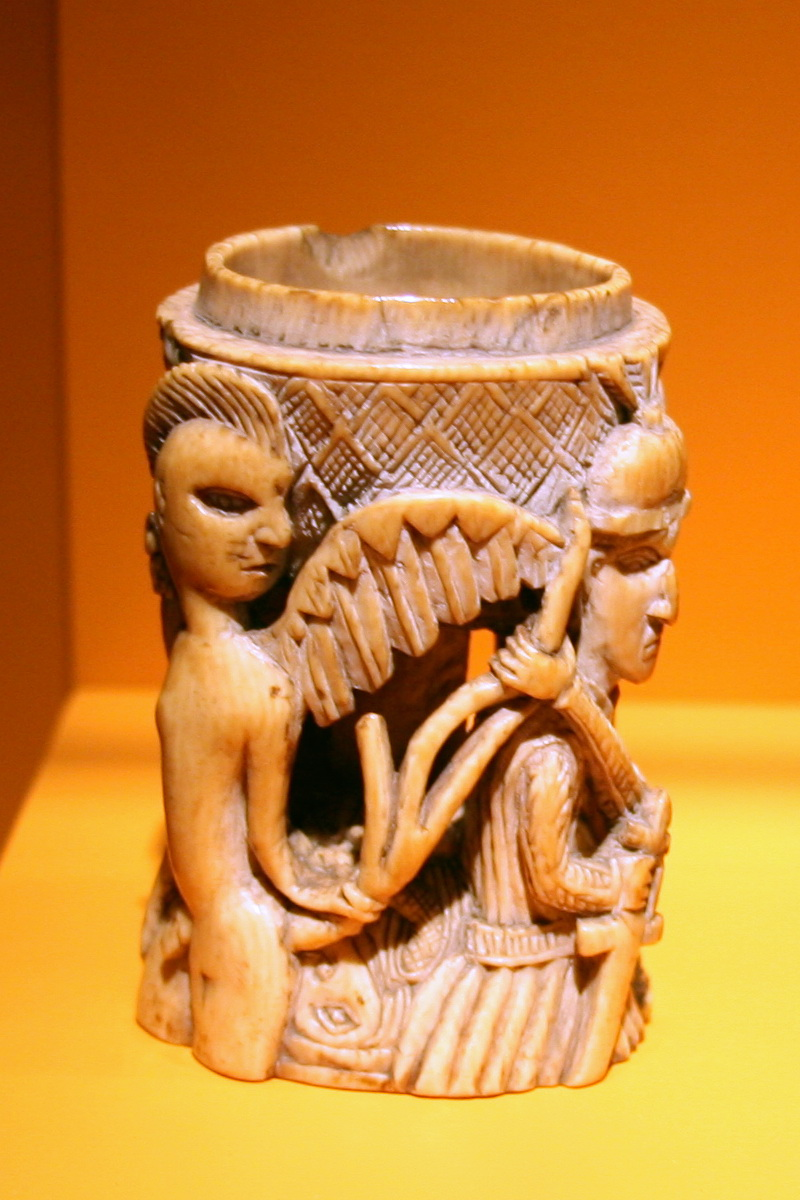
Obiect sculptat în fildeș în secolul al XVI-lea în Nigeria, pe vremea aceea Regatul Benin

Fildeșul sau ivoriul este un material produs din dinții și colții unor animale, precum: elefant, rinocer, morsă și mamut.
În general cuvântul „Fildeș” este folosit în special pentru colții de elefant. Fildeșul a fost folosit pentru scopuri ornamentale și practice. Înaintea introducerii plasticului, era folosit pentru bile de biliard, clape pentru pian, cimpoi, și o gamă largă de obiecte ornamentale.
În 1989, la nivel global, a fost impusă o interdicție de a vinde fildeș.
Motivul era scăderea îngrijorătoare a populației de elefanți.
Specia era considerată pe cale de dispariție și se așteptau măsuri pentru salvarea animalelor.
La data respectivă, numărul elefanților africani era de 625.000.
În prezent (2009), numărul elefanților uciși ilegal în Africa, anual, este de 37.000. Prețul unui kilogram de fildeș este de 1.100 de euro, în Asia, în timp ce în Kenya, acesta este de 40-45 de euro. Un elefant matur are aproximativ 50 kilograme de fildeș.
Andreea Dogar (jurnalist la Evenimentul zilei) spune: „Cea mai mare parte a fildeșului brut se pare că ar proveni din Laos, urmat de Vietnam și Cambogia.
În aceste trei țări, elefanții aflați în sălbăticie, estimați la 6.200 de exemplare la sfârșitul anilor 1980, nu mai erau decât 1.500 în anul 2000.”
Se estimează că în anul 2011, în întreaga lume au fost comercializate ilegal 44,09 tone de fildeș, din care au fost confiscate de autorități, în anul 2011, doar circa 800 de kilograme de fildeș, iar specialiștii estimează că pentru acestea au fost uciși cel puțin 2.500 de elefanți.